# لسعة النحل
لسعة النحل هي جرح تسببه إناث النحل (نحلة عسل، نحلة طنانة، إلخ) عن طريق حقن إبرة في الجسد. يمكن أن تكون لسعات معظم هذه الأنواع مؤلمة للغاية، وبالتالي يتجنبها الكثير من الناس بشدة.
تختلف لسعات النحل عن لدغات الحشرات، مثلا لسعات النحل حمضية، في حين أن لسعات الدبابير قلوية، لذا فإن رد فعل الجسم تجاه لسعة النحل يكون مختلفًا تمامًا عن رد فعله تجاه لدغة دبور، ويختلف رد فعل الجسم تجاه لسعة النحل بشكل كبير من نوع إلى آخر.
على الرغم من أن لدغة النحل بالنسبة لمعظم الناس مؤلمة ولكنها غير ضارة نسبيًا، إلا أنها قد تؤدي إلى تفاعل تأقي خطير يمكن أن يكون مميتًا للأشخاص الذين يعانون من حساسية لسعة الحشرات. بالإضافة إلى ذلك، فإن لسعات نحل العسل تطلق الفيرومونات التي تدفع النحل القريب إلى الهجوم.

## أسباب
للسع، تَنْخَزُ النحلة لسعة ذات شوكة بالجلد. يحتوي سم لسعة النحلة على بروتينات تؤثر على خلايا الجلد والجهاز المناعي، تقوم النحلة يالمهاجمة لعدة أسباب منها:
- أولًا تهاجم النحلة الحشرات الضارة والدببة التي تريد سرقة عسلها وأكله والإنسان الذي يجمع محاصيل العسل فهذا الأمر تعتبره النحلة اعتداءً عليها.[4]
- ثانيًا تعتبر الحركات المفاجئة وأنت قرب النحل كالجري أو حركات باليد في الهواء سببًا في هجوم النحل.

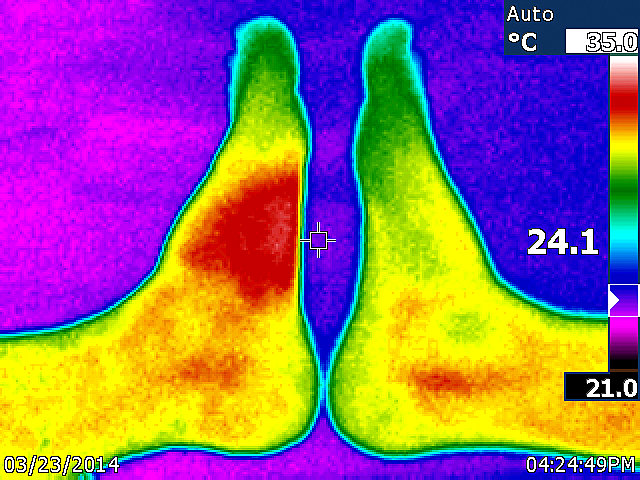
يُظهر الجانب الأيسر من الصورة زيادة درجة الحرارة ≈4 درجة مئوية (7 درجات فهرنهايت) (المنطقة الحمراء المشبعة) الناتجة عن لدغة النحل بعد حوالي 28 ساعة.

## حساسية من لسع النحل
يتحسّس بعض الأشخاص من لسع النحل، وقد يؤدي ذلك للموت. بشكل عام، هناك ثلاثة أنواع حساسية من لسعة النحل:
- الحالة الأولى: الحساسية العادية عندما تلسعك نحلة تشعر بحكاك وتورم صغير حول اللسعة لكنها ليست خطيرة على صحة الشخص.
- الحالة الثانية: اللسعة التي تجعل مكان الإصابة متورمًا بشكل كبير وهذه الحالة لا تقتل لكنها خطيرة.
- الحالة الثالثًة: حالات الحساسية الجهازية أو صدمة الحساسية، قد تبدأ عوارضها خلال دقائق بعد اللسعة بتورم الشفتين وتحسس في جميع أنحاء الجسم وقد ينخفض ضغط الدم مع دوخة وغثيان وتقيؤ وبعض الناس يجد صعوبة في التنفس وهذه كلها أعراض قد تهدد الحياة ويجب الوصول إلى غرفة الطوارئ أو الإسعاف بأسرع وقت ممكن.

## العلاج بلسعة النحل
يحاول البعض استخدام سم النحل في علاج بعض الأمراض كفرع من فروع الطب البديل ويسمى العلاج بالنحل (apitherapy[بحاجة لمصدر]). و يحصل ذلك من خلال جعل النحلة تلسع مكان معين في الجسم وقد قام الكثير من المعالجين باستخدام لسعة النحل كعلاج، منذ أكثر من خمسة ألاف سنة، لإضطرابات مثل الصداع وألام المفاصل والحساسيات الجلدية. أما حالياً، فكثيراٌ من منتجات الأبيثيرابي متواجدة في الصيدليات على هيئة حقن وغيرها. وغالباُ ما يُعتقد أن استخدام لسعة النحلة تساعد في علاج الحساسية ضد لسع النحل، وغالباً ما يُعتقد أن استخدام لسعة النحل غير صالح لإضطراب التصلب المتعدد (MS). أما علاج الكتف المتجمد، الروماتزم والروماتويد، الباركنسون، الألم العضلي الليفي، التهاب المفاصل، التهاب الأعصاب، أمراض الجلد مثل الأكزيما والصدفية وغيرها، فليس هناك دليل علمي كافي للإثبات أنها فعالة في الحلات المذكورة، لأن النتائج العلمية متضاربة في كل هذه الحالات المرضية ولا يوجد أي دليل لإستخدام لسعة النحلة كعلاج قائم متكامل حتى الآن. وأوصد التنبيه إلى أن العلاج بسم النحل سواء عن طريق اللسع المباشر أو عن طريق حقن سم النحل لا يتم إلا عن طريق مختص بهذا النوع من المعالجة وأول من اكتشف المعالجة بسم النحل طبيب نمساوي أصيب بحمى الروماتزم وأثناء ذلك تعرض للسع عدة نحلات فشفي على أثرها من مرضه فلفتت نظره تلك الظاهرة وبدأ يعالج مرضاه بلسع النحل وقد ذكر أنه عالج 173 مريضاً مصابين بالروماتزم بلسع النحل وكانت النتائج إيجابية. وقال الدكتور محمد علي المنيني في كتابه بعنوان «نحل العسل في القرآن والسنة» أن طالباً كان يجري دراسة على النحل للحصول على درجة الماجستير وكان مصاباً بداء الصدفية منذ ست سنوات، دون أن تفلح في علاجه كل وسائل العلاج المتاحة وبعدما بدأ دراسته في علم المناحل تعرض للسع النحل فتماثل للشفاء سريعاً.
ولسم النحل تأثير مانع لتخثر الدم كما أنه يحرض الجسم على إفراز هرمون الكورتزون وهو أكثر مضادات الالتهابات السيتروئيدية فعالية، ولذلك يفيد في علاج المفاصل ويزيد مناعة الأجسام ضد الأمراض.

## تهدئة النحل

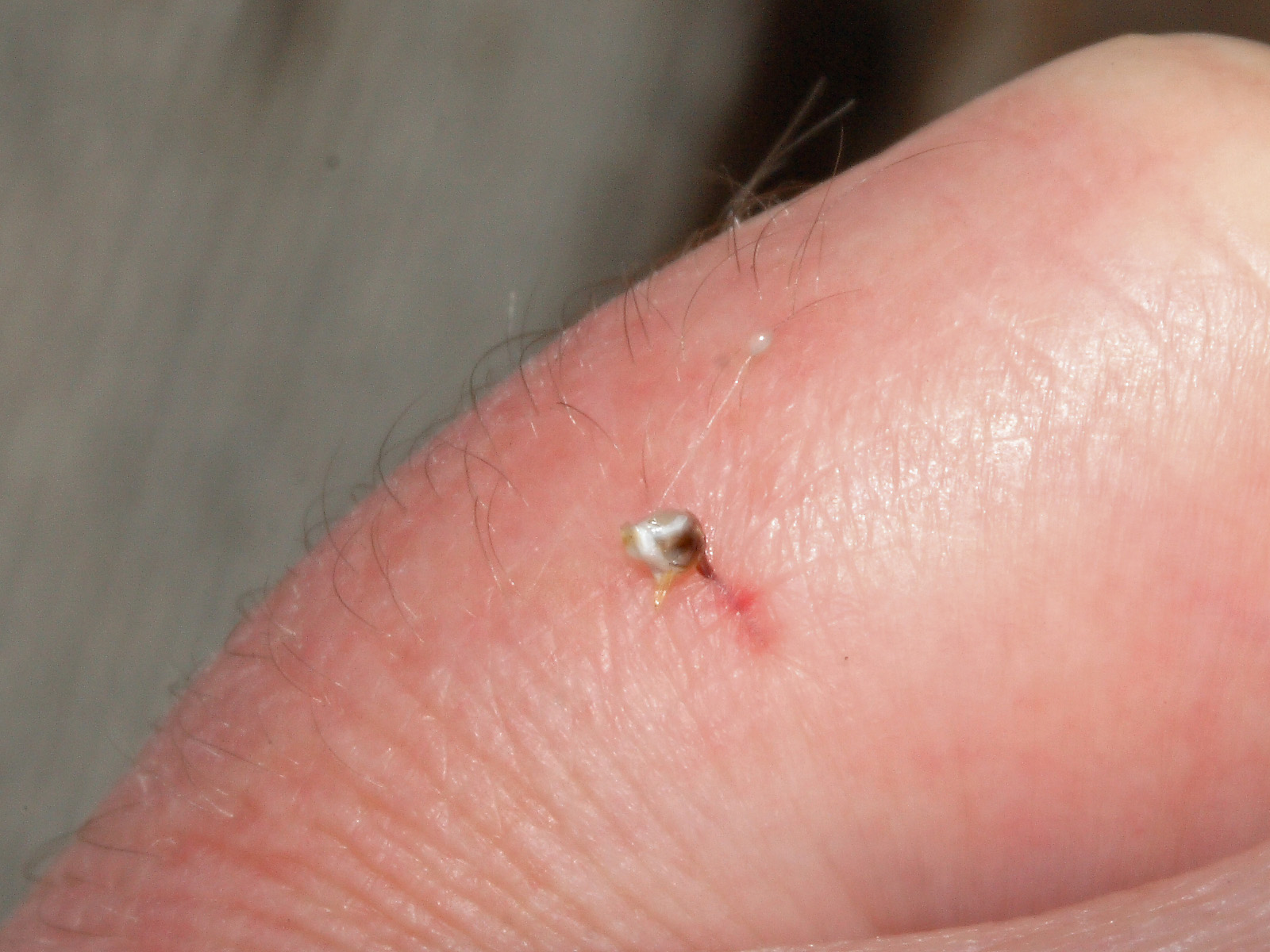
لسعة نحلة

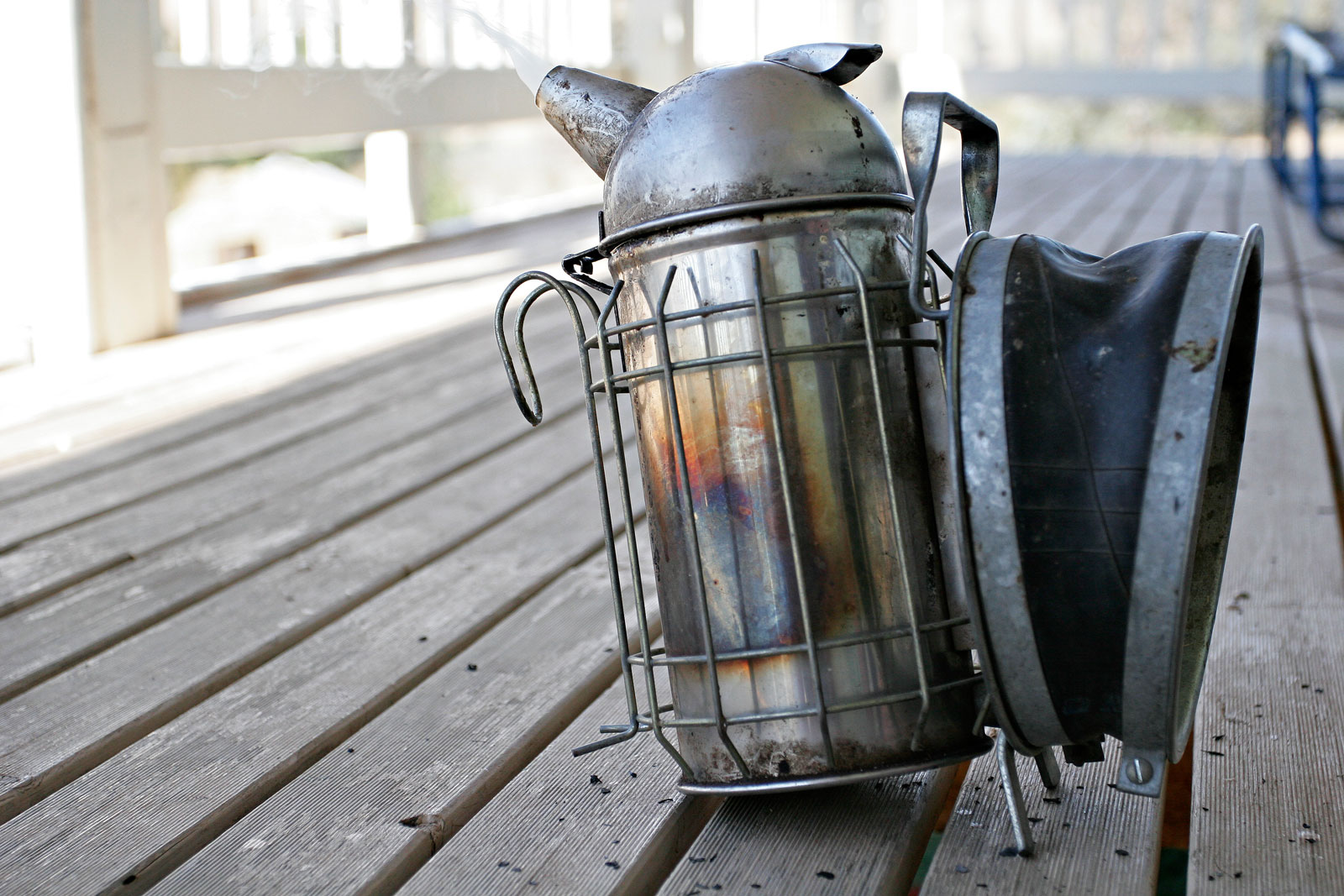
المدخنة أدات تقوم بتهدئة النحل بتسليط الدخان عليها

فحص الخلايا هو عمل روتيني يقوم به النحال في كل فصل لذلك يستخدم قبل الفحص المدخنة، يقوم عادة مربي النحل بتهدئة النحل الموجود بنفخ الدخان من المدخنة لكي يقوم بجمع محاصيل العسل الموجودة من دون ازعاج النحل.

## حقائق
- تموت النحلة بعد لسعها الإنسان (أو الحيوان) بسبب وجود أعضائها الهامة كالمعدة مثلا قرب إبرتها، وعندما تلسع تلتصق إبرتها بجسد الإنسان نظرًا لصلابة جلده، لذا فحين تحاول الطيران بعيداً عن الجسم الملسوع تموت بسبب نزيف داخلي.[10]
- و يعزى موت النحلة بعد اللسع إلى عدم مساهمة النحل في نقل الأمراض المنقولة عبر اللسع.
- هناك أمراض تعالَج بلسعات النحل.[11]

## معرض صور

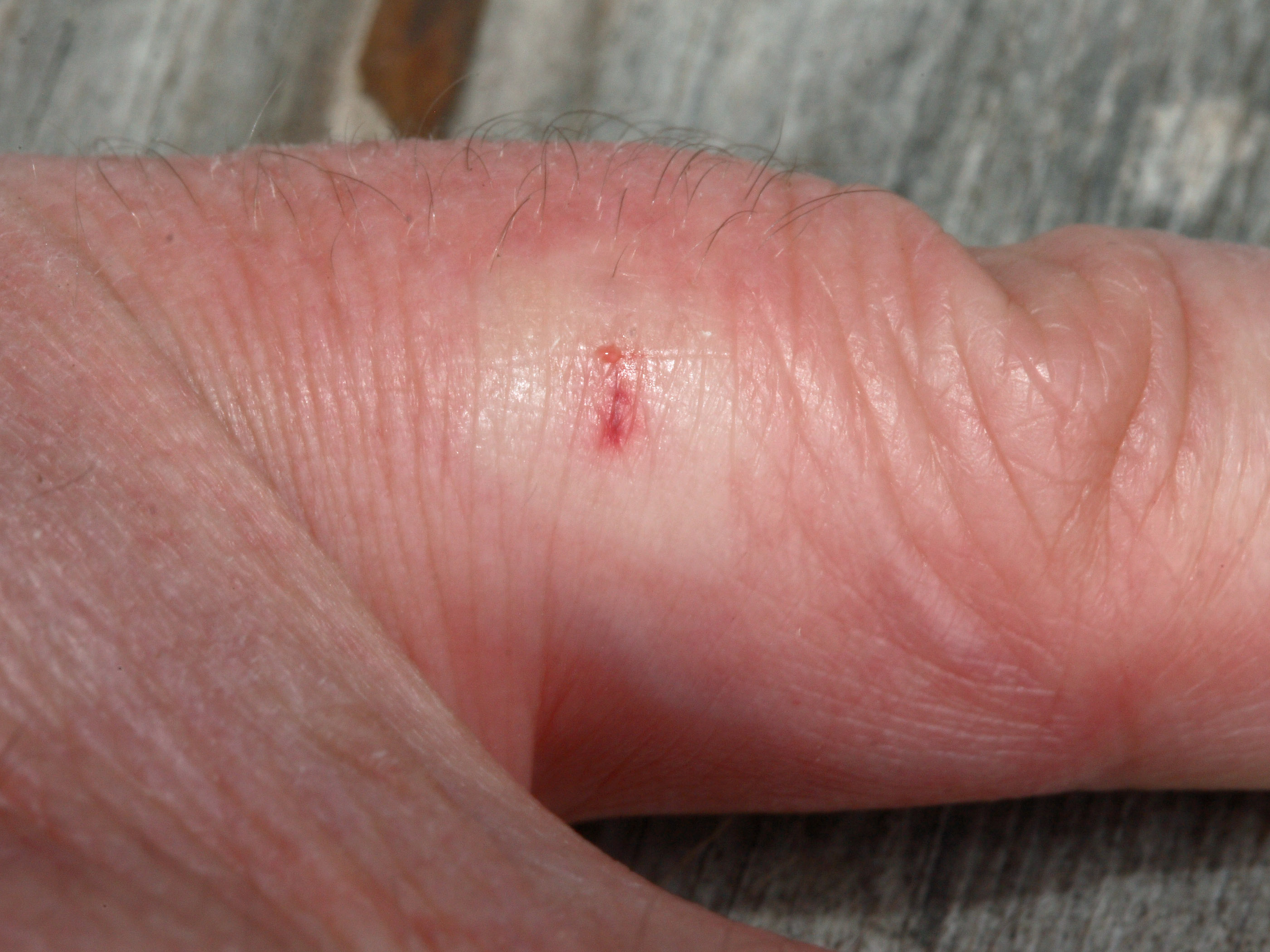
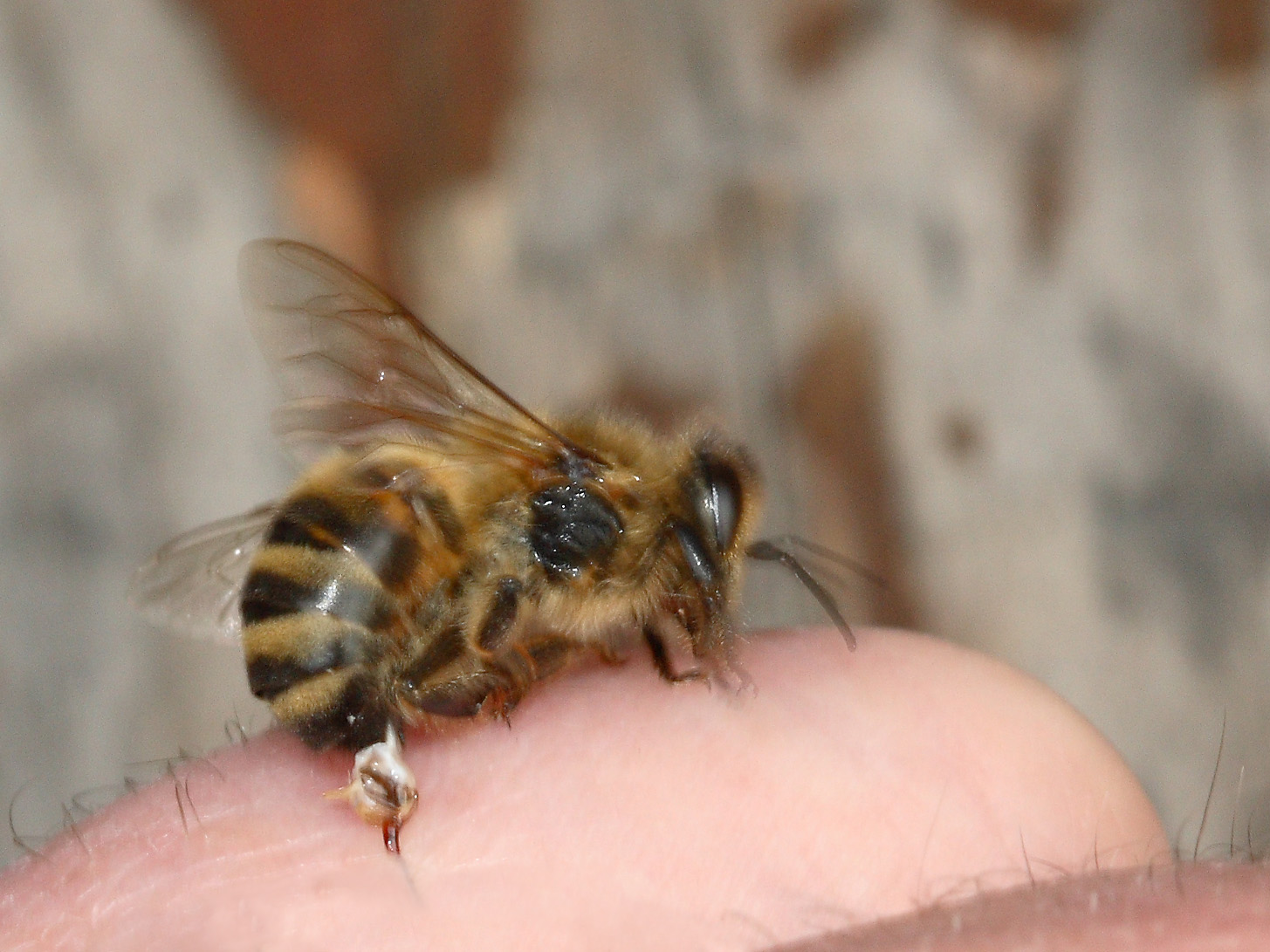
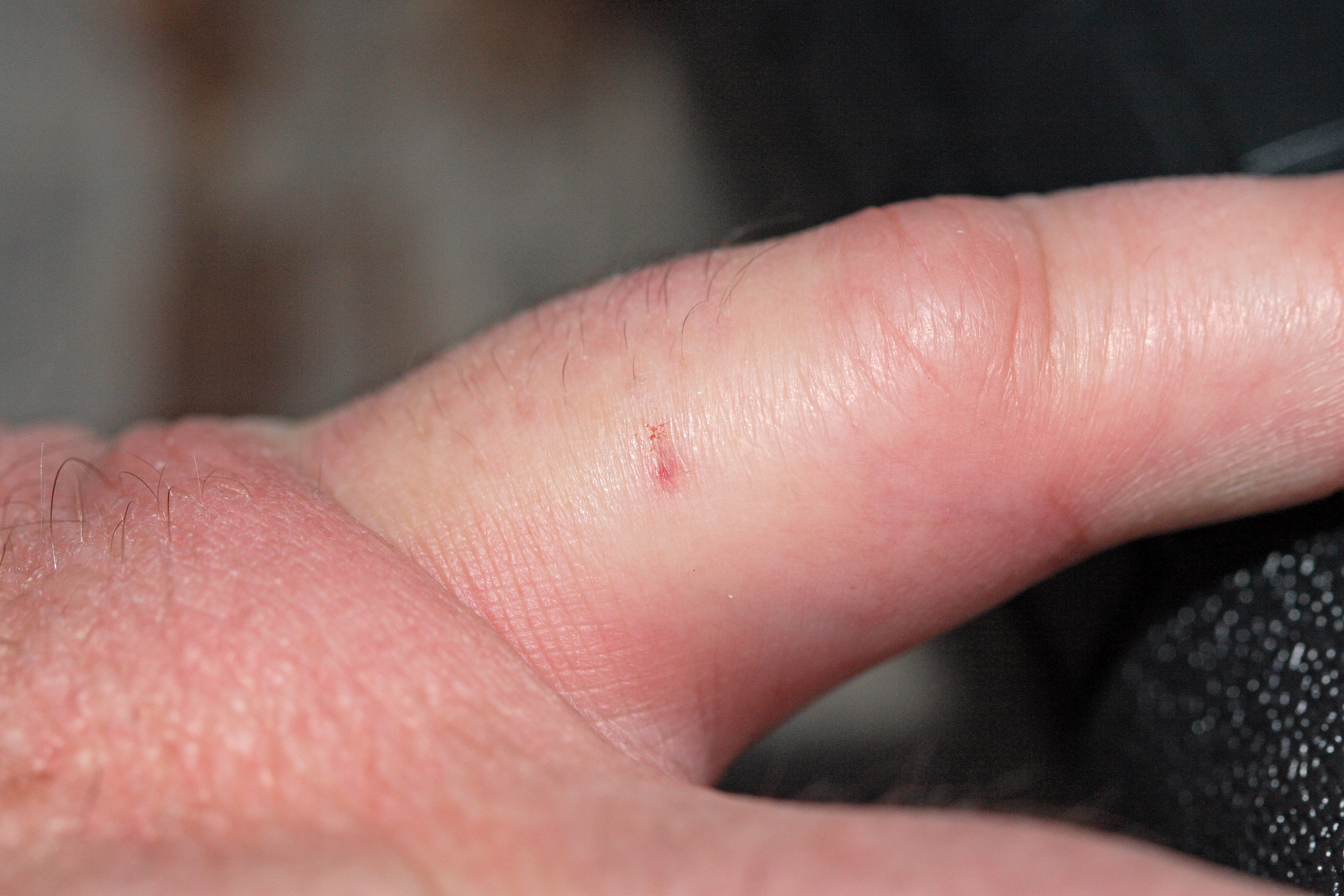
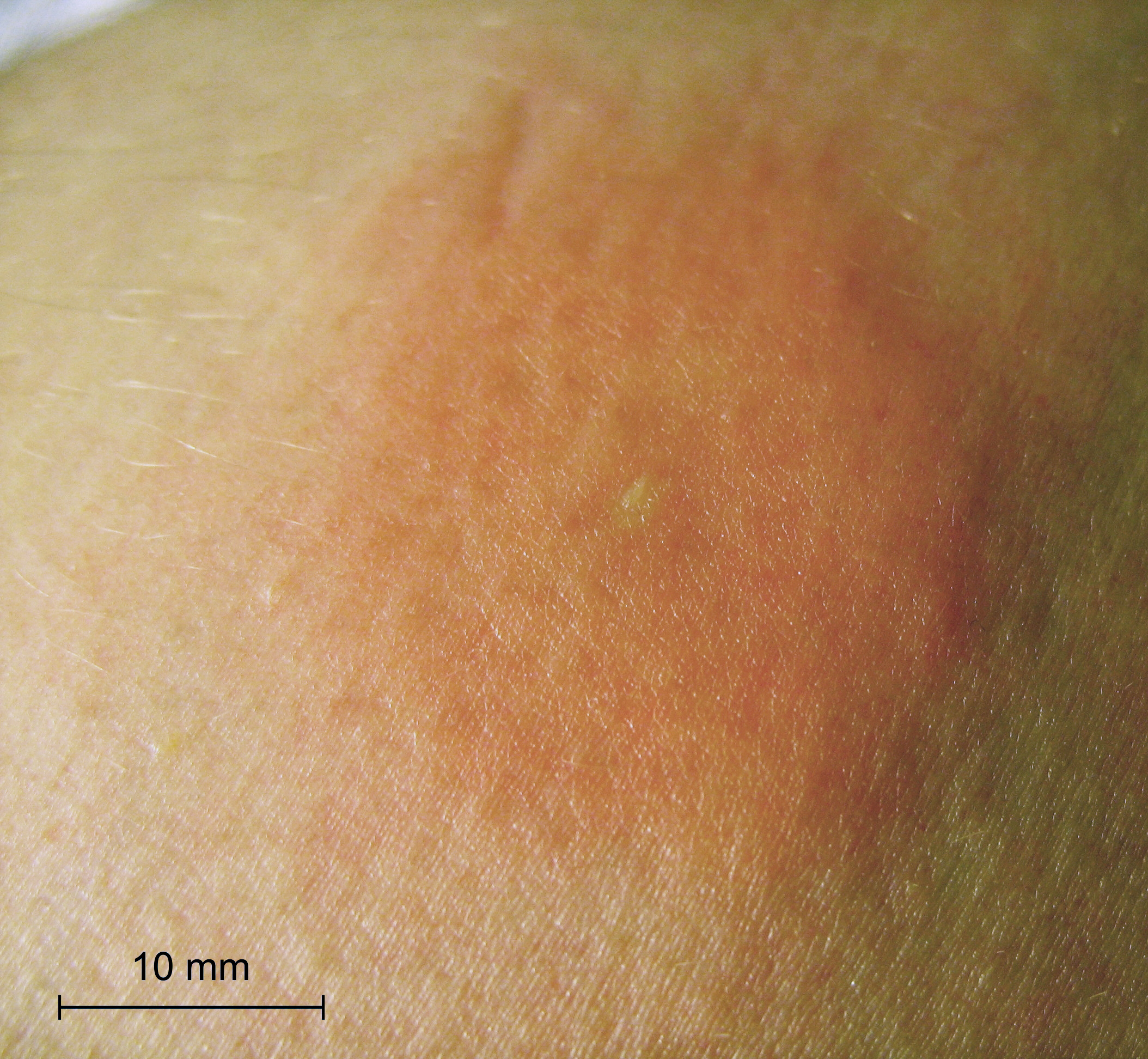